# サンフランシスコ・ショック
サンフランシスコ・ショック（San Francisco Shock）は、アメリカ合衆国・カリフォルニア州サンフランシスコを本拠地とする『オーバーウォッチ』eスポーツチーム。「オーバーウォッチ・リーグ」西部地域所属。チーム名の「ショック（Shock）」は、地震エネルギーを表している。

## 歴史

### 2017年
- 7月12日、NRG Esportsの所有者であるアンドリュー・ミラーが、「オーバーウォッチ・リーグ」のフランチャイズを獲得[3]。
- 10月17日、チーム名「サンフランシスコ・ショック（San Francisco Shock）」とロゴを発表[2]。

### 2019年
- 9月29日、プレイオフ決勝でバンクーバー・タイタンズを破り、チャンピオンシップを獲得[4]。

### 2020年
- 10月10日、プレイオフ決勝でソウル・ダイナスティを破り、チャンピオンシップを獲得[5]。

## 選手
2023年8月現在

### 在籍選手
| No. | ハンドル | 姓名                     | 出身           | 役割     | 加入日         |
| --- | -------- | ------------------------ | -------------- | -------- | -------------- |
| 99  | FiNN     | 오세진（Oh Se-jin）      | 韓国           | サポート | 2021年10月29日 |
| 77  | Proper   | 김동현（Kim Dong-hyun）  | 韓国           | ダメージ | 2021年10月29日 |
| -   | MAX      | 최수민（Choi Su-min）    | 韓国           | タンク   | 2022年12月26日 |
| -   | Junbin   | 박준빈（Park Jun-bin）   | 韓国           | タンク   | 2023年2月22日  |
| 5   | Probe    | 정준영（Jung Jun-young） | 韓国           | ダメージ | 2023年7月12日  |
| 17  | Lukemino | Luke Fish                | アメリカ合衆国 | サポート | 2023年7月12日  |
| -   | Renko    | Steven Saucedo           | アメリカ合衆国 | サポート | 2023年7月12日  |
| 7   | Striker  | 권남주（Kwon Nam-joo）   | 韓国           | ダメージ | 2023年7月13日  |

## ヘッドコーチ
2023年8月現在
| ハンドル | 姓名        | 出身           | 就任日        | 離任日       | 注    |
| -------- | ----------- | -------------- | ------------- | ------------ | ----- |
| Sephy    | Brad Rajani | アメリカ合衆国 | 2017年9月28日 | 2018年5月7日 | [ 6 ] |
| Crusty   | Daehee Park | 韓国           | 2018年5月7日  | -            | [ 6 ] |